# Vernonia obtusa
Vernonia obtusa là một loài thực vật có hoa trong họ Cúc. Loài này được (Gleason) S.F.Blake miêu tả khoa học đầu tiên năm 1926.